# Svenska Bouleförbundet
Svenska Bouleförbundet är ett svenskt specialidrottsförbund för boule. Det bildades 1977 och invaldes i Riksidrottsförbundet 1987. Förbundets kansli ligger i Idrottens hus i Stockholm.